# 카일 맥
카일 앨런 맥(영어: Kyle Alan Mack, 1997년 7월 6일~)은 미국의 스노보드 선수로 주 종목은 빅에어와 슬로프스타일이다. 2018년 동계 올림픽 남자 스노보드 빅에어 부문에서 은메달을 획득했으며 세계 선수권 대회에서 동메달 2개를 획득했다.